# 塞爾茨斯格拉本河

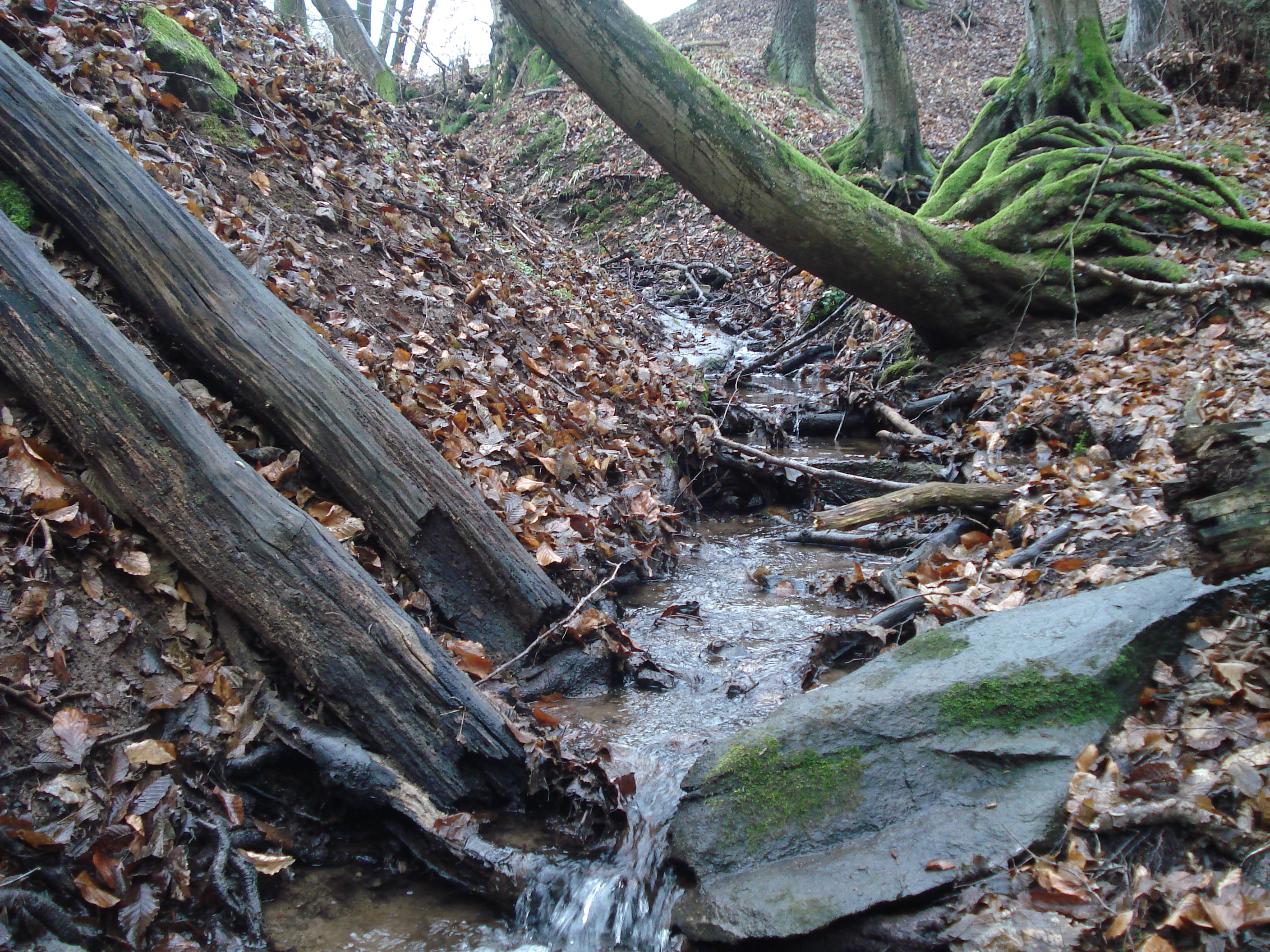

50°3′21.86″N 9°13′41.56″E / 50.0560722°N 9.2282111°E
塞爾茨斯格拉本河（德語：Salzersgraben），是德國的河流，位於該國東南部，由巴伐利亞負責管轄，屬於埃爾倫巴赫河的左支流，河道全長0.6公里，流域面積0.5平方公里。